# Movwiats
Movwiats (Moviats, Mo-vwi'-ats), jedna od bandi ili malenih plemena Južnih Pajuta ili Chemehuevi Indijanaca, nastanjenih u 19. stoljeću na jugu Nevade na Cottonwood Islandu u okrugu Clark. 
Populacija im je 1853. iznosila 53. 

## Vanjske poveznice
- Paiute Indian Tribe History